# Kirchenbezirk Brackenheim
Der Evangelische Kirchenbezirk Brackenheim ist einer von 43 Kirchenbezirken bzw. Kirchenkreisen der Evangelischen Landeskirche in Württemberg. Sein Gebiet ist deckungsgleich mit dem Dekanat Brackenheim.

## Geografie
Der Kirchenbezirk Brackenheim liegt in der nördlichen Mitte der württembergischen Landeskirche. Sein Gebiet umfasst den Südwesten des Landkreises Heilbronn, also das Gebiet der politischen Städte und Gemeinden Brackenheim, Cleebronn, Güglingen, Massenbachhausen, Nordheim, Pfaffenhofen, Schwaigern und Zaberfeld sowie den Stadtteil Kleingartach der Stadt Eppingen.

### Nachbarkirchenbezirke
Der Kirchenbezirk Brackenheim grenzt an folgende Kirchenbezirke (im Uhrzeigersinn beginnend im Nordosten): Heilbronn (Prälatur Heilbronn), Besigheim und Vaihingen an der Enz (beide Prälatur Stuttgart) sowie Mühlacker (Prälatur Heilbronn). Im Nordwesten hat der Kirchenbezirk Brackenheim eine Grenze mit der Evangelischen Landeskirche in Baden (Kirchenbezirk Kraichgau).

## Geschichte

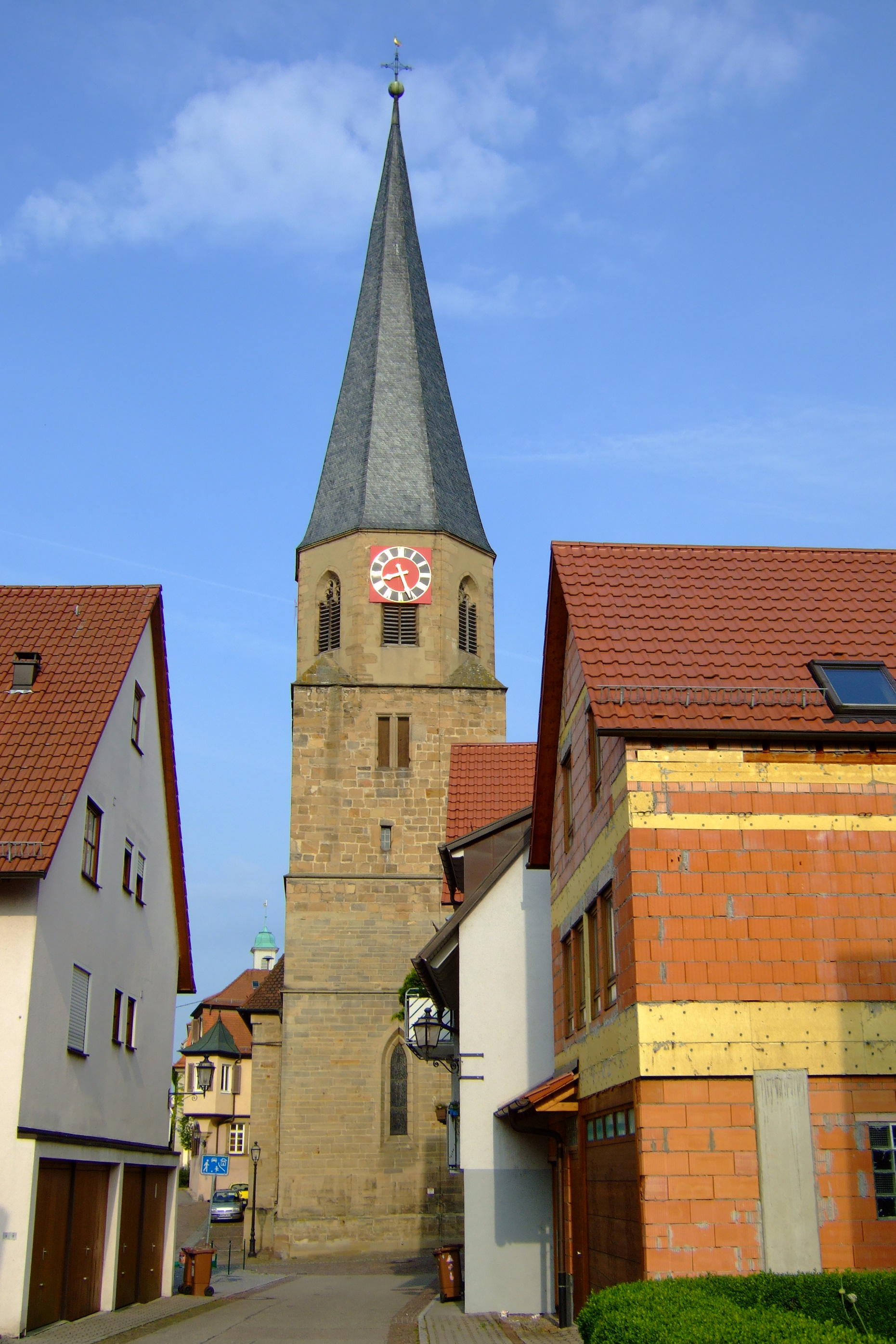
Evang. Stadtkirche Brackenheim

Das Dekanat Brackenheim wurde 1547 errichtet, also kurze Zeit nach Einführung der Reformation in Württemberg. Es gehört somit zu den ältesten Dekanaten der Landeskirche. Zum Dekan wurde der Stadtpfarrer von Brackenheim ernannt. Doch hatte der Dekan nicht immer in Brackenheim seinen Sitz. Zeitweise waren auch Güglingen (z. B. zwischen 1607 und 1664) und Lauffen am Neckar Sitz des gemeinsamen Dekanats für Brackenheim, Güglingen und Lauffen. Ab 1732/1747 wurde in Güglingen ein eigenes Dekanat errichtet. Lauffen war von 1669 bis 1731 und von 1747 bis 1811 Sitz eines eigenen Dekanats. 1811 wurde das Dekanat Güglingen mit dem Dekanat Brackenheim vereinigt. Das Dekanat Lauffen hingegen wurde 1813 auf die vier Nachbardekanate Marbach, Besigheim, Heilbronn und Weinsberg aufgeteilt, wobei die meisten Pfarreien dem Dekanat Besigheim zugeordnet wurden.
Das Dekanat Brackenheim gehörte nach seiner Gründung zum Generalat Lorch, ab 1599 zum Generalat Adelberg. Seit 1810 ist es dem Generalat Heilbronn zugeordnet, aus der die heutige Prälatur Heilbronn hervorging.
Infolge der Auflösung einiger Kreise bzw. Oberämter in Württemberg 1939 wurden auch die kirchlichen Verwaltungsbezirke teilweise neu gegliedert. So wurden mit Wirkung vom 1. April 1939 die Kirchengemeinde Klingenberg in den Kirchenbezirk Heilbronn und die Kirchengemeinden Häfnerhaslach, Ochsenbach und Spielberg in den Kirchenbezirk Vaihingen an der Enz umgegliedert.

## Leitung des Kirchenbezirks
Die Leitung des Kirchenbezirks obliegt der Bezirkssynode, dem Kirchenbezirksausschuss (KBA) und dem Dekan. Derzeitiger Dekan ist seit 2009 Jürgen Höss (* 1954), der zugleich einer der Pfarrer an der Stadtkirche in Brackenheim ist.

### Dekane des Kirchenbezirks Brackenheim seit 1797
- 1797–1811 Ernst Christoph Joseph Uhland, ab 1802 zugleich Dekan von Güglingen
- 1811–1833 Gottlob Friedrich Jakob König
- 1833–1834 Joseph Albrecht Steudel
- 1834–1839 Christian Gottlob Moser
- 1840–1846 Karl Friedrich Majer
- 1846–1853 Ludwig von Georgii (1810–1896)
- 1853–1866 Friedrich von Brackenhammer (1810–1889)
- 1866–1880 Karl Friedrich Jäger (1825–1903)
- 1880–1893 Wilhelm Eduard Richard Huber (1833–1893)
- 1895–1910 Gustav Pezold (1850–1931)
- 1910–1929 Paul Metzger (1869–1937)
- 1930–1939 Friedrich Pfäfflin
- 1939–1947 Hans Völter (1877–1972)
- 1947–1953 Hermann Gölz (1902–1964)
- 1953–1967 Theodor Richter
- 1967–1978 Richard Glück (1913–2000)
- 1978–1993 Paul Büttner (* 1929)
- 1993–2008 Dr. Werner-Ulrich Deetjen (* 1943)
- 2009–2019 Jürgen Höss (* 1954)
- seit 2019 Brigitte Müller (* 1959)

## Kirchengemeinden
Im Kirchenbezirk Brackenheim gibt es insgesamt 24 Kirchengemeinden. Die jeweils in Klammern hinter dem Namen der Kirchengemeinde angegebenen Gemeindegliederzahlen beziehen sich auf das Jahr 2005 und sind gerundet.
Das Gebiet des Kirchenbezirks Brackenheim gehört überwiegend zum alten Kernland Württemberg, wo ab 1534 die Reformation eingeführt wurde. Daher ist das gesamte Gebiet überwiegend evangelisch geprägt, und es gibt auch fast in jedem Dorf eine evangelische Kirchengemeinde und meist auch eine alte Kirche. In allen Orten zogen Katholiken überwiegend erst nach dem Zweiten Weltkrieg zu. Lediglich Massenbachhausen und Stockheim waren überwiegend katholische Orte.

### Kirchengemeinde Botenheim

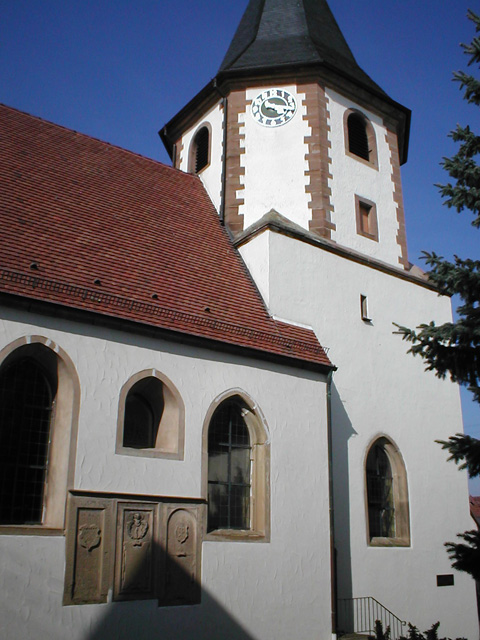
Evang. Kirche Brackenheim-Botenheim

Die Kirchengemeinde Botenheim (ca. 780), die mit der Kirchengemeinde Meimsheim eine Verbundkirchengemeindebildet, umfasst den Stadtteil Botenheim der Stadt Brackenheim. Eine Pfarrkirche zu „Unserer Lieben Frau“ wird 1351 erstmals erwähnt. Über das Hochstift Worms gelangte die Botenheimer Marienkirche an die Herren von Magenheim, dann an von Talheim und über die Hofwart an das Haus Württemberg, das sie 1443 im Tausch gegen Güter im Zabergäu dem Kloster Frauenzimmern inkorporierte. Das Schiff der romanischen Chorturmkirche wurde 1745 vergrößert. Die Kirche wurde vielfach renoviert, zuletzt umfassend von 1955 bis 1961. Das Altarkreuz wurde 1686 erworben.

### Kirchengemeinde Brackenheim
Die Kirchengemeinde Brackenheim (ca. 3000) umfasst die Kernstadt der Stadt Brackenheim. Bereits 1476 wurde vom Landkapitel Schwaigern das Kapitel Brackenheim abgetrennt, das nach Einführung der Reformation durch ein Dekanat ersetzt wurde. Die Stadtkirche St. Jakobus ist eine frühgotische Chorturmkirche, das Schiff ist hochgotisch. 1509 wurde die Sakristei angebaut. Die Kirche besitzt zwei Reliefs aus dem Frühbarock mit Passionsszenen. 1863 und 1965 wurde die Kirche renoviert. Etwas älter als die Stadtkirche ist die beim Friedhof gelegene Johanniskirche vom Anfang des 13. Jahrhunderts.

### Kirchengemeinde Cleebronn
Die Kirchengemeinde Cleebronn (ca. 1600) umfasst die Gemeinde Cleebronn. Der Ort bestand bis 1843 aus zwei selbständigen Gemeinden, Alt-Cleebronn und Neu-Cleebronn, die damals zur Gemeinde Cleebronn vereinigt wurden. Sie hatten daher auch eine unterschiedliche kirchliche Entwicklung, zumal zwischen beiden Gemeinden die Bistumsgrenze von Worms und Speyer verlief. Alt-Cleebronn gehörte als Filiale von Botenheim zum Bistum Worms und Neu-Cleebronn mit dem Michaelsberg zum Bistum Speyer. In Alt-Cleebronn wurde 1351 erstmals eine Kapelle St. Raphael genannt. Sie wurde 1480 zur Pfarrkirche erhoben. Der Chor der zum Teil noch frühgotischen Kirche wurde im 19. Jahrhundert abgebrochen. Neu-Cleebronn gehörte zunächst zum Hochstift Mainz, 1492/97 den Herren von Liebenstein, 1657 wieder zu Mainz und kam 1785 an Württemberg. Kirchlich gehörten die Bewohner zur Pfarrei auf dem Michaelsberg. Seit dem 17. Jahrhundert gingen sie in Alt-Cleebronn zur Kirche, was ab 1739 amtlich anerkannt wurde. Die Kirche auf dem Michaelsberg ist bis heute katholisch.

### Kirchengemeinde Dürrenzimmern

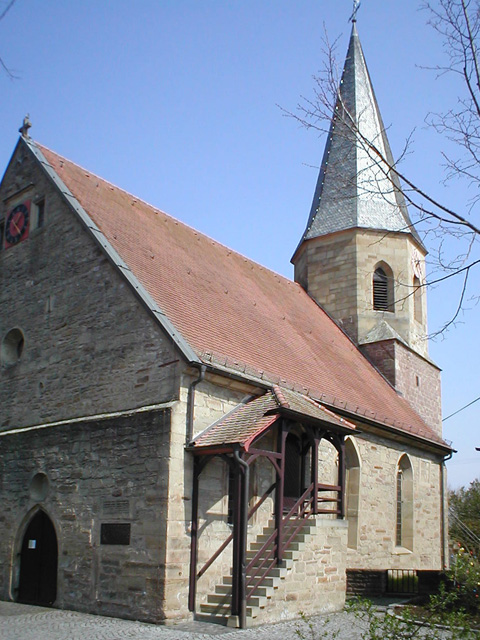
Evang. Kirche Brackenheim-Dürrenzimmern

Die Kirchengemeinde Dürrenzimmern (ca. 800) umfasst den Stadtteil Dürrenzimmern der Stadt Brackenheim. Bis 1475 war der Ort kirchlich eine Filiale von Meimsheim, doch gab es bereits 1350 eine der Hl. Maria geweihte Kapelle, die 1475 zur Pfarrkirche erhoben wurde. Die Kirche wurde 1945 völlig zerstört. An ihrer Stelle wurde die heutige Maria-Magdalenen-Kirche 1947 erbaut.

### Kirchengemeinde Eibensbach

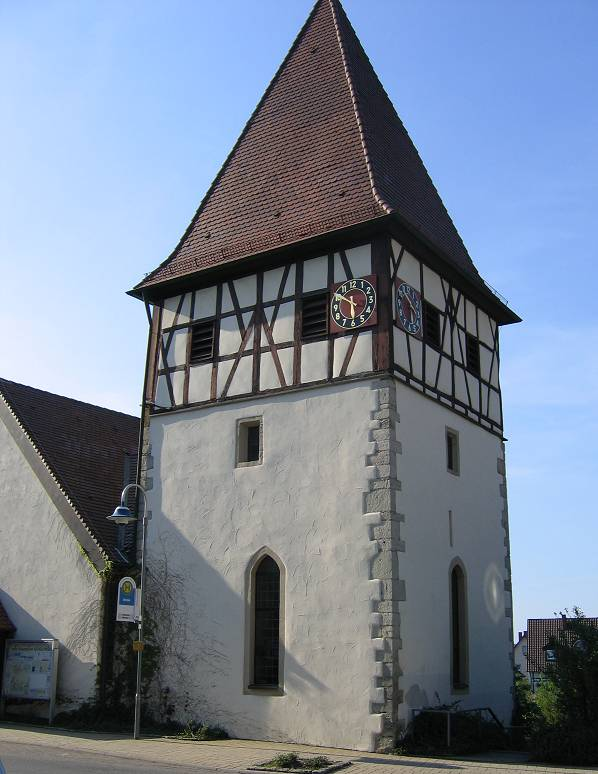
Evang. Kirche Güglingen-Eibensbach

Die Kirchengemeinde Eibensbach (ca. 450), die mit der Kirchengemeinde Frauenzimmern eine Verbundkirchengemeinde bildet, umfasst den Stadtteil Eibensbach der Stadt Güglingen. Kirchlich gehörte der Ort zunächst zu Güglingen, nach der Reformation zu Frauenzimmern und ab 1588 wieder zu Güglingen. 1843 wurde eine eigene Pfarrei errichtet. An der alten Marienkapelle wurde jedoch bereits 1457 eine Kaplanei gestiftet. Die Marienkirche hat einen romanischen Turm. Das Schiff wurde 1766 angebaut und später umgebaut.

### Kirchengemeinde Frauenzimmern

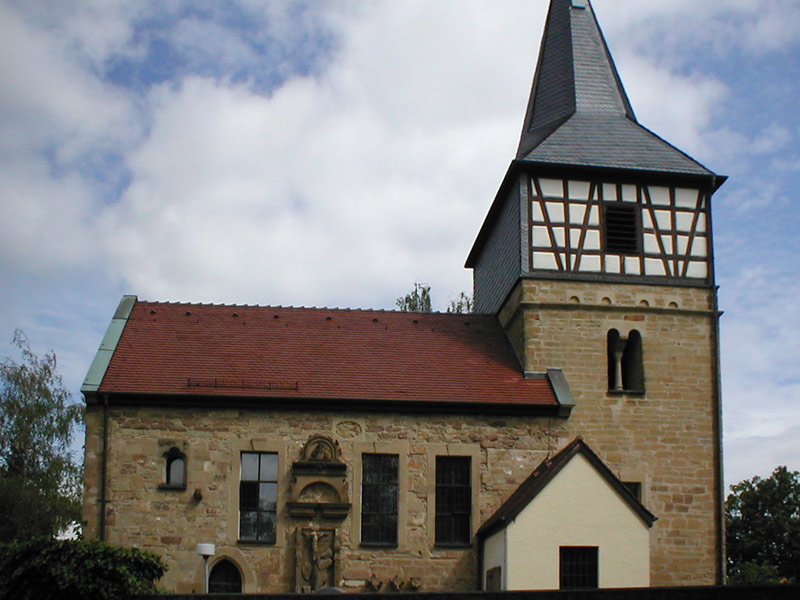
Evang. Kirche Güglingen-Frauenzimmern

Die Kirchengemeinde Frauenzimmern (ca. ) umfasst den Stadtteil Frauenzimmern der Stadt Güglingen. Eine Kirche St. Martin wird bereits 1182 erwähnt. Über Walter von Lauffen kam die Martinskirche an ein Chorherrenstift, dann an die von Magenheim und schließlich 1307 an das Kloster Mariental/Frauenzimmern. Die romanische Chorturmanlage wurde 1948 restauriert. Sie besitzt ein Epitaph für Jörg Erzberger aus dem Jahr 1606. Die frühere Stift- und Klosterkirche St. Cyriakus aus dem 13. Jahrhundert ging im 16. Jahrhundert ab.

### Kirchengemeinde Güglingen
- Mauritiuskirche

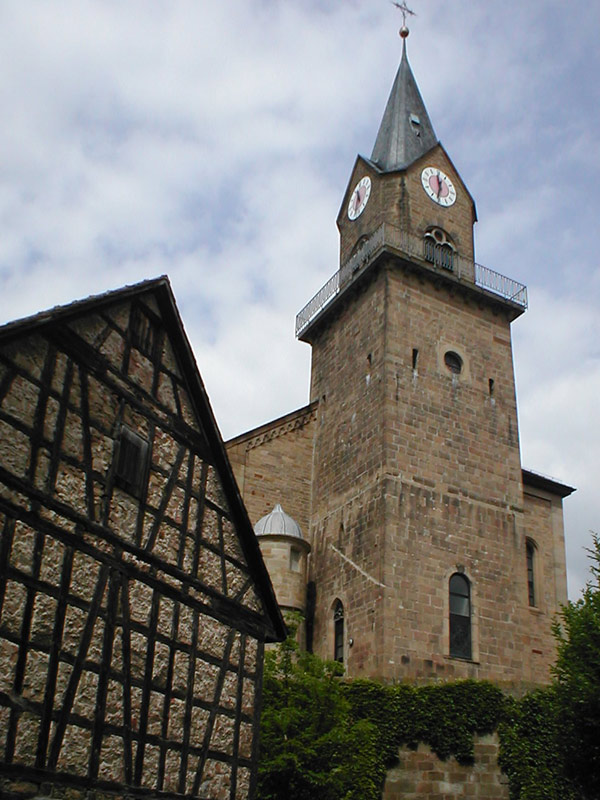
Evang. Mauritiuskirche Güglingen

Die Kirchengemeinde Güglingen (ca. 2100) umfasst die Kernstadt von Güglingen. Die Kirche St. Mauritius wurde 1295 erstmals erwähnt. Über das Kloster zum Hl. Grab kam die Kirche 1541 an Württemberg. Die heutige Pfarrkirche wurde 1752 erbaut, nur der Ostturm der spätgotischen Kirche ist noch erhalten. Am Turmsockel ist ein Renaissancegrabmal zu sehen. 1849 Zerstörung nach Stadtbrand und anschließendem Wiederaufbau im Kameralamtsstil. Die Fassade ist bis heute so erhalten. 1976 grundlegende Renovierung der Mauritiuskirche im Innenbereich. Es sind hierbei verschiedene neue Räume entstanden, die für unterschiedliche Gemeindeaktivitäten genutzt werden.
- Kapelle Sankt Leonhard

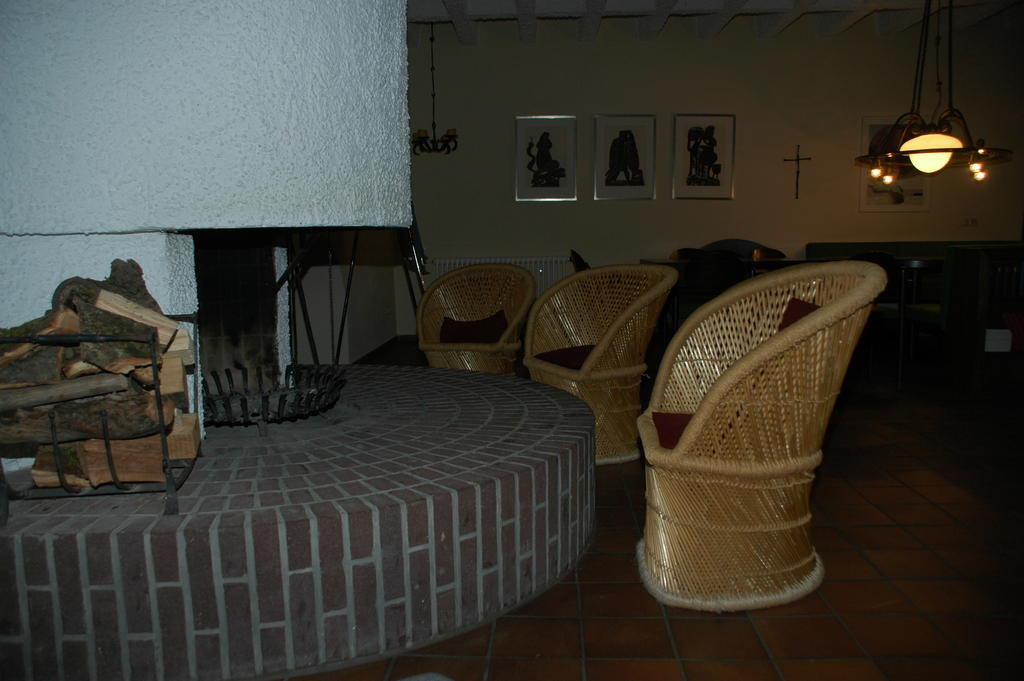
Evang. Mauritiuskirche Güglingen – Kaminzimmer

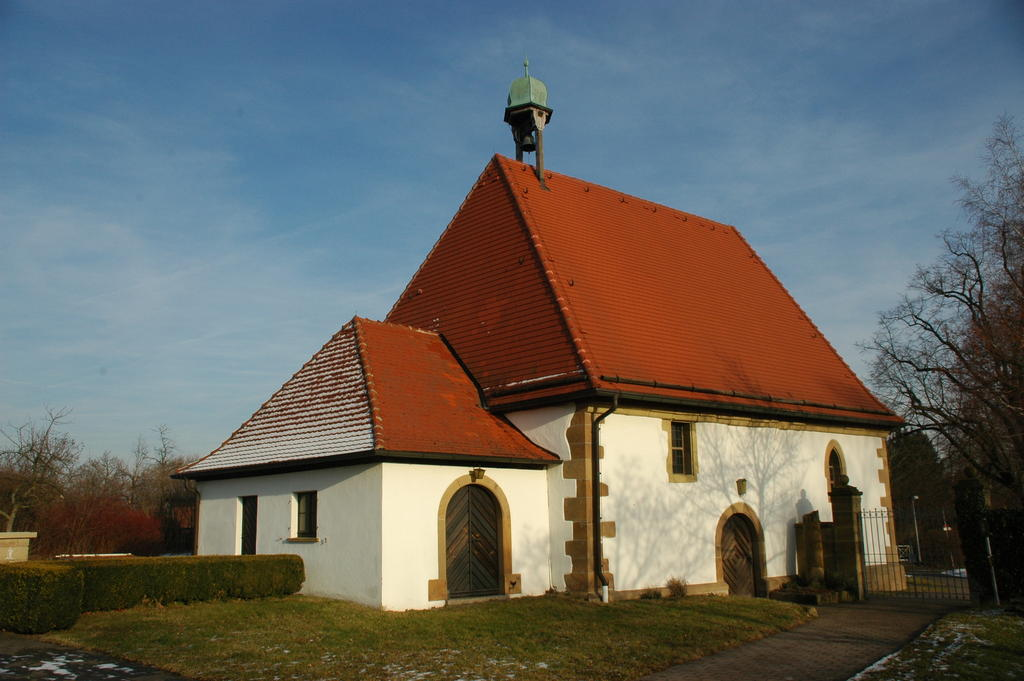
Kapelle Sankt Leonhard

Die Güglinger Leonhardskapelle wurde 1476 wahrscheinlich gestiftet und erstmals 1480 urkundlich erwähnt. St. Leonhard gab der Kapelle ihren Namen. 1752 war die Grundsteinlegung für einen Neubau der mittlerweile baufälligen Kapelle. Ab 1849, nach dem Güglinger Stadtbrand, dem die Stadtkirche zum Opfer fiel, wurde die Kapelle übergangsweise zur Pfarrkirche.

### Kirchengemeinde Haberschlacht-Stockheim
Die Kirchengemeinde Haberschlacht-Stockheim (ca. ) umfasst die Stadtteile Haberschlacht und Stockheim der Stadt Brackenheim. Haberschlacht war bis 1472 kirchlich eine Filiale von Brackenheim, wurde dann selbständige Pfarrei. Das Patronatsrecht stand jedoch bis 1670 der Universität Tübingen zu. Die wohl dem Hl. Jakob geweihte Kirche wurde 1791 anstelle einer mittelalterlichen Kirche erbaut. Sie besitzt einen kreuzrippengewölbten Chorturm. Im Innern gibt es eine Renaissancekanzel.
Der Nachbarort Stockheim blieb nach der Reformation katholisch. Er gehörte dem Deutschen Orden. Evangelische Einwohner zogen überwiegend erst nach dem Zweiten Weltkrieg zu. Sie wurden der Kirchengemeinde Haberschlacht zugeordnet, welche durch Verfügung des Oberkirchenrats vom 6. Februar 2002 in Kirchengemeinde Haberschlacht-Stockheim umbenannt wurde.

### Kirchengemeinde Hausen an der Zaber

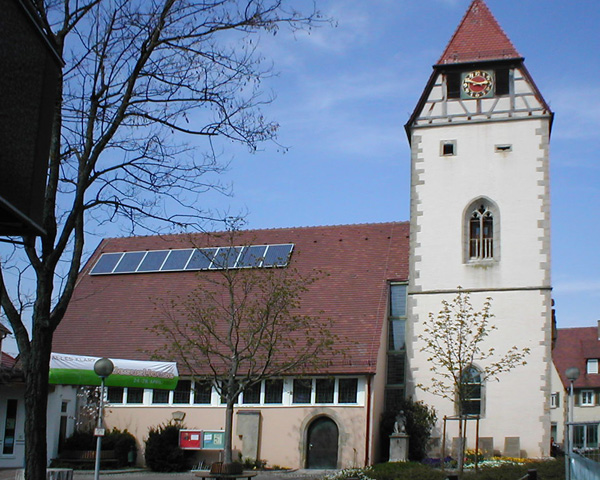
Evang. Georgskirche Brackenheim-Hausen a.d.Z.

Die Kirchengemeinde Hausen an der Zaber (ca. 1350) umfasst den Stadtteil Hausen an der Zaber der Stadt Brackenheim. Kirchlich war Hausen eine Filiale von Meimsheim, doch ist 1451 eine Kapelle erwähnt, die 1468 zur Pfarrei erhoben wurde. Patron der Kirche war ab 1543 der Hl. Georg. Das Langhaus der Georgskirche wurde 1961 neu erbaut. Der Chorturm ist aber noch alt und hat romanische, hoch- und spätgotische Elemente mit spätgotischen Wandmalereien, ferner ein Ritterstandbild.

### Kirchengemeinde Kleingartach

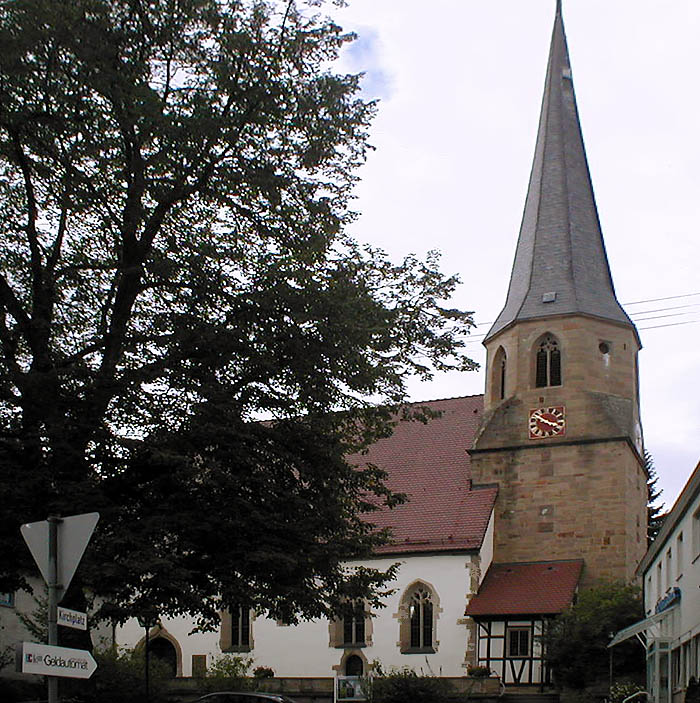
Evang. Martinskirche Eppingen-Kleingartach

Die Kirchengemeinde Kleingartach (ca. 1150) umfasst den Stadtteil Kleingartach der Stadt Eppingen. Es ist die einzige Kirchengemeinde im Stadtgebiet Eppingens, die zur württembergischen Landeskirche gehört, die anderen gehören zur Evangelischen Landeskirche in Baden. Eine Kirche ist in Kleingartach bereits 1109 erstmals erwähnt. Im 13. Jahrhundert war der Ort teilweise Filiale von Niederhofen, seit 1460 jedoch wieder selbständige Pfarrei. Die ehemals dem Hl. Martin geweihte Kirche wurde als Chorturmkirche erbaut, das Schiff wurde 1468 erbaut. 1955 wurde die Martinskirche renoviert. An der Nord- und Südwand gibt es Malereien von 1470.

### Kirchengemeinde Leonbronn

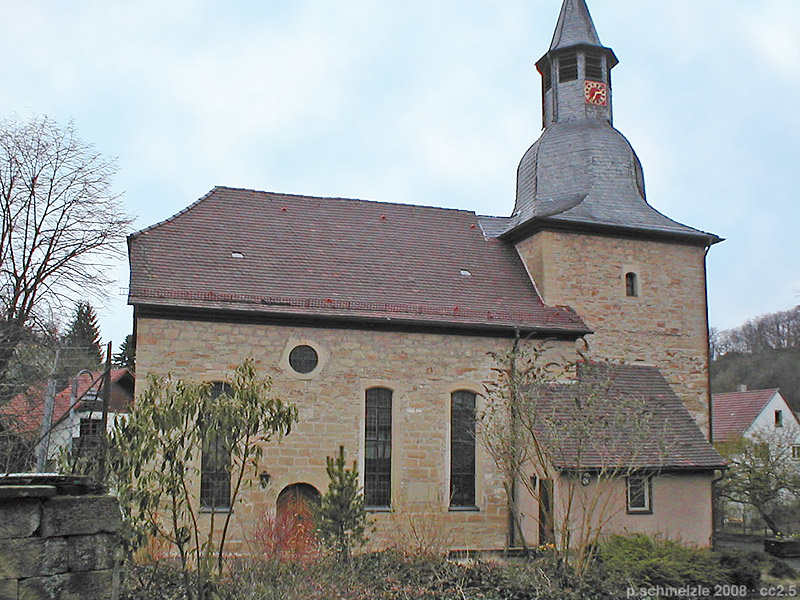
Evang. Kirche Zaberfeld-Leonbronn

Die Kirchengemeinde Leonbronn (ca. ) umfasst den Ortsteil Leonbronn der Gemeinde Zaberfeld. Kirchlich war der Ort Filiale der Deutschordenspfarrei Kürnbach. 1485 wurde die Kapelle zu den Hl. Jakobus, Nikolaus, Katharina und zum Hl. Kreuz zur Pfarrkirche erhoben, die 1553 an Württemberg kam, welche die Reformation einführten. Die ursprünglich gotische Chorturmkirche wurde 1750 umgebaut. Bemerkenswert ist ein Steintisch vor der Jakobuskirche, der als Gerichtstisch am Kreuzweg in der Gemarkung des abgegangenen Mörderhausen aufgestellt war.

### Kirchengemeinde Massenbach-Massenbachhausen

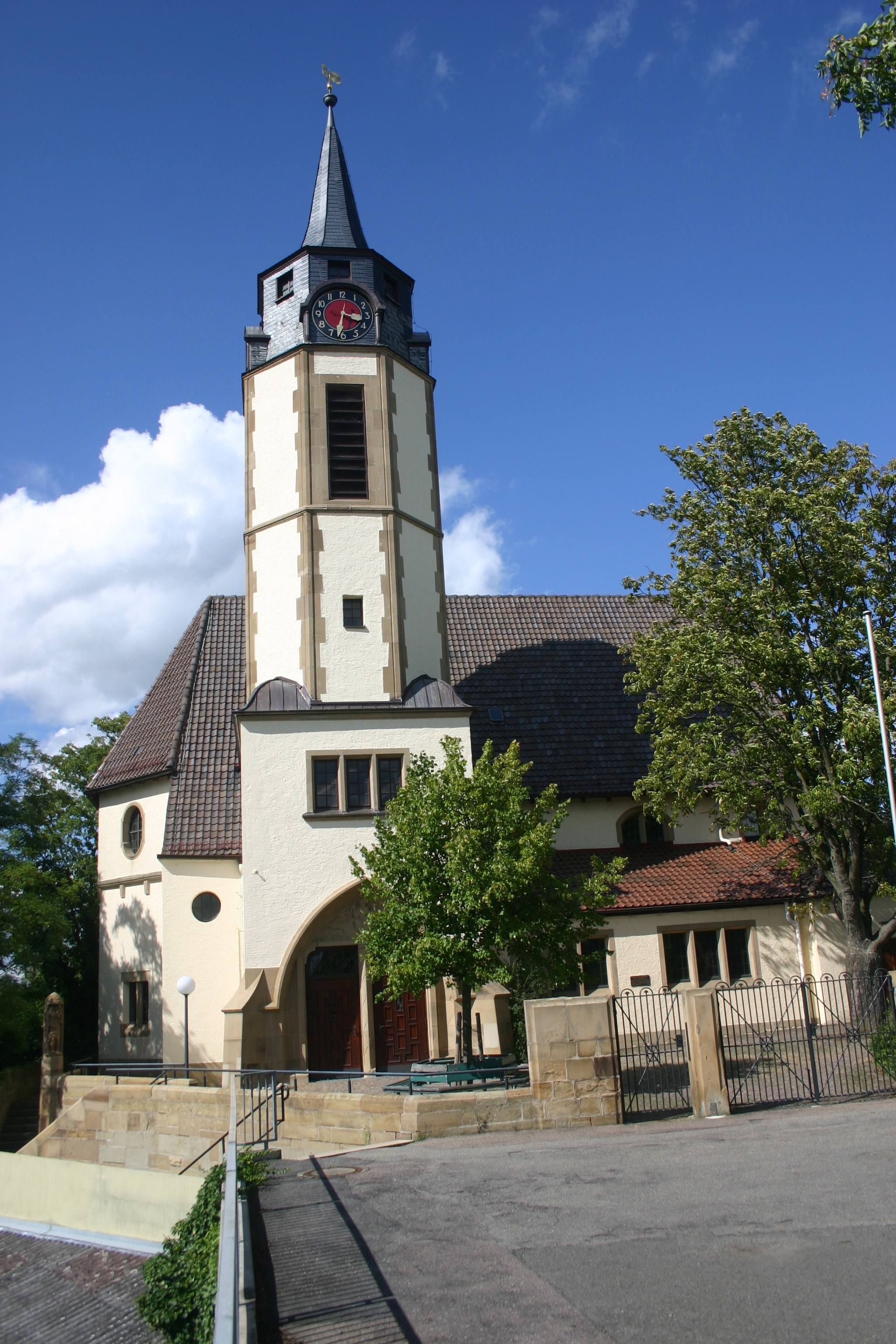
Evang. Georgskirche Schwaigern-Massenbach

Die Kirchengemeinde Massenbach (ca. 2100) umfasst den Stadtteil Massenbach der Stadt Schwaigern sowie die Gemeinde Massenbachhausen. Massenbach war lange Zeit eine Filiale von Schwaigern. Die Herren von Neipperg stifteten vor 1496 die Georgskirche, die ab 1531 den Herren von Massenbach gehörte. Die alte Kirche wurde jedoch 1911 abgebrochen. Erhalten blieb die Sakristei. Die heutige Kirche wurde 1912 durch Architekt Martin Elsaesser neu erbaut. Der benachbarte Ort Massenbachhausen war zunächst ebenfalls Filiale von Schwaigern. Die Kirche gehörte der jeweiligen Ortsherrschaft. Nach Einführung der Reformation wurde Massenbachhausen jedoch wieder rekatholisiert. Protestanten zogen daher überwiegend erst nach dem Zweiten Weltkrieg nach Massenbachhausen. Diese werden seither von der Kirchengemeinde Massenbach mit betreut. 1986 konnte in Massenbachhausen ein eigenes Gemeindezentrum gebaut werden, nachdem sich die Gemeinde zuvor in der katholischen Kirche zum Gottesdienst traf.

### Kirchengemeinde Meimsheim

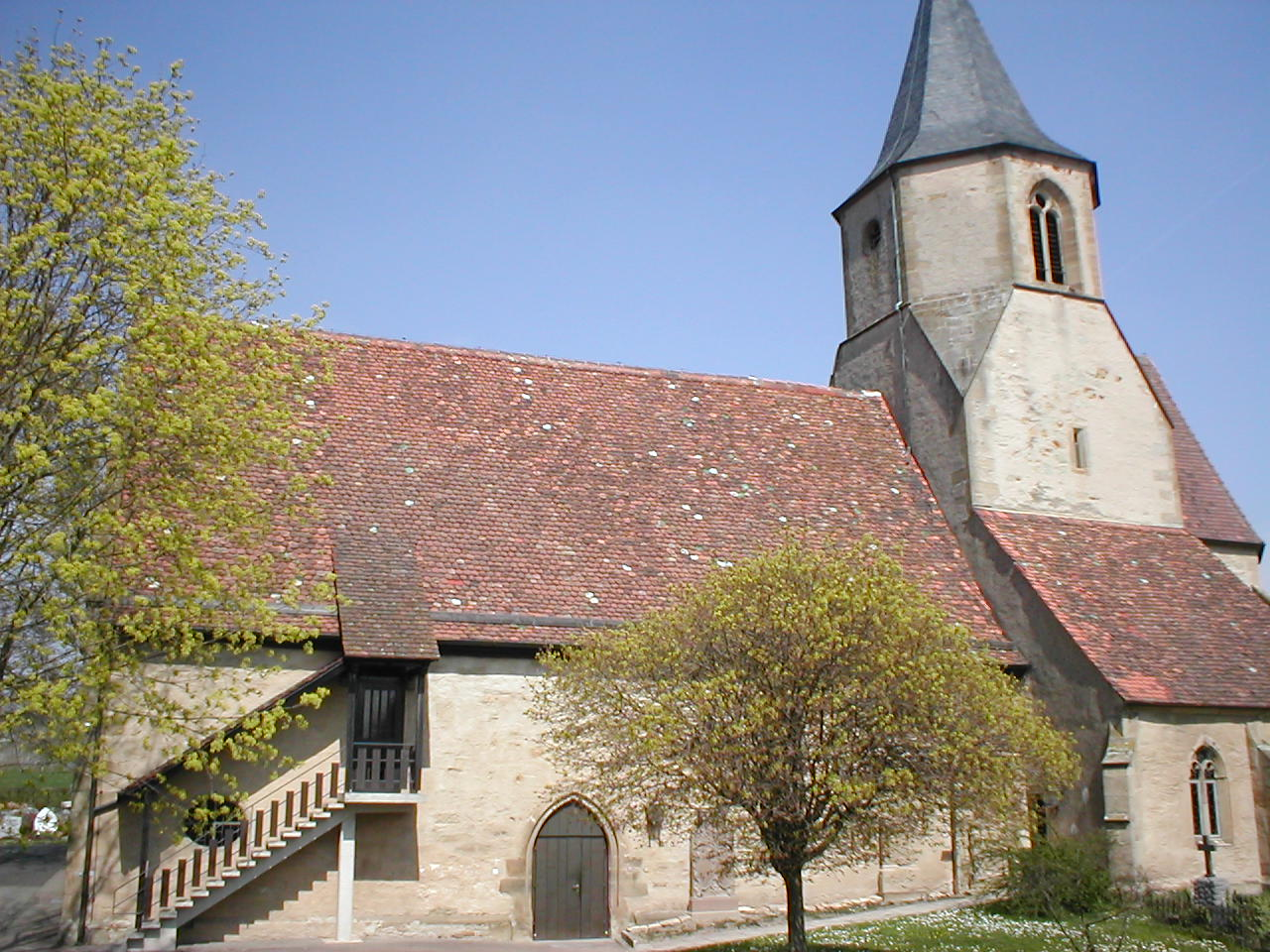
Evang. Martinskirche Brackenheim-Meimsheim

Die Kirchengemeinde Meimsheim (ca. 1500) umfasst den Stadtteil Meimsheim der Stadt Brackenheim. Meimsheim hat eine sehr alte Martinskirche. Sie kam 1188 von den Pfalzgrafen von Tübingen an das Hochstift Speyer, dann an die Herren von Herteneck und schließlich 1323 an Württemberg. Die romanische Chorturmanlage wurde in spätgotischer Zeit erweitert. Das Schiff hat ein Holztonnengewölbe von Meister Pennich aus den Jahren 1455/62. Im Innern sind der Taufstein und ein Kruzifix aus der Spätrenaissance sehenswert.
Mit Wirkung vom 23. Januar 1995 wurde der Gemeindebezirk „Wohnplatz Birkenhof“ von der Kirchengemeinde Hohenstein (Kirchenbezirk Besigheim) abgetrennt und der Kirchengemeinde Meimsheim angegliedert. Im Gegenzug wurde ebenfalls mit Wirkung vom 23. Januar 1995 der Gemeindebezirk „Hofgut Bellevue“ von der Kirchengemeinde Meimsheim abgetrennt und der Kirchengemeinde Bönnigheim (Kirchenbezirk Besigheim) angegliedert.
Die Kirchengemeinde Meimsheim bildet mit der Kirchengemeinde Botenheim eine Verbundkirchengemeinde.

### Kirchengemeinde Neipperg

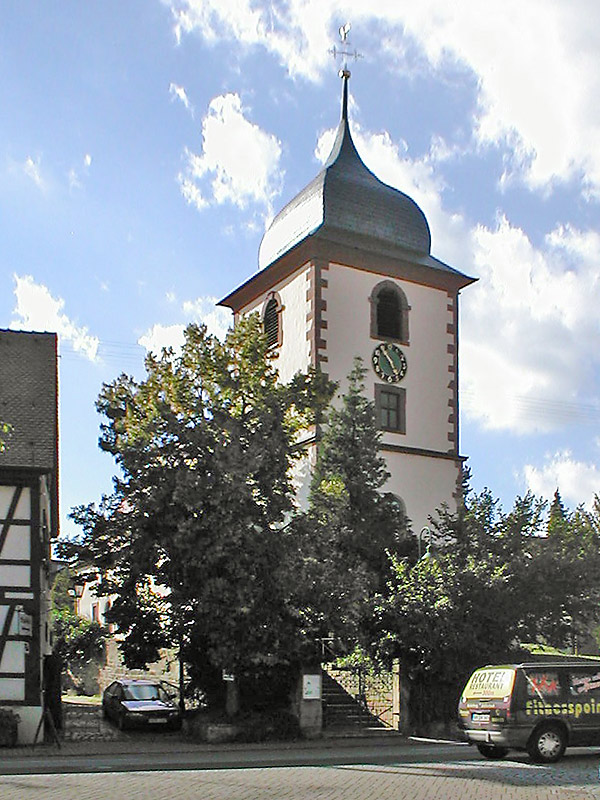
Evang. Kirche Brackenheim-Neipperg

Die Kirchengemeinde Neipperg (ca. 1100) umfasst den Stadtteil Neipperg der Stadt Brackenheim. Kirchlich gehörte der Ort früher zu Meimsheim. 1476 wurde eine eigene Pfarrei errichtet. Die Katharinenkirche erhielt durch Umbau 1745 ihre heutige Gestalt und wurde seitdem mehrfach renoviert. Sie besitzt eine Stuckkanzel aus dem 17. Jahrhundert und ein Kruzifix aus dem frühen 16. Jahrhundert, außerdem mehrere Epitaphe der Herren von Neipperg.

### Kirchengemeinde Niederhofen

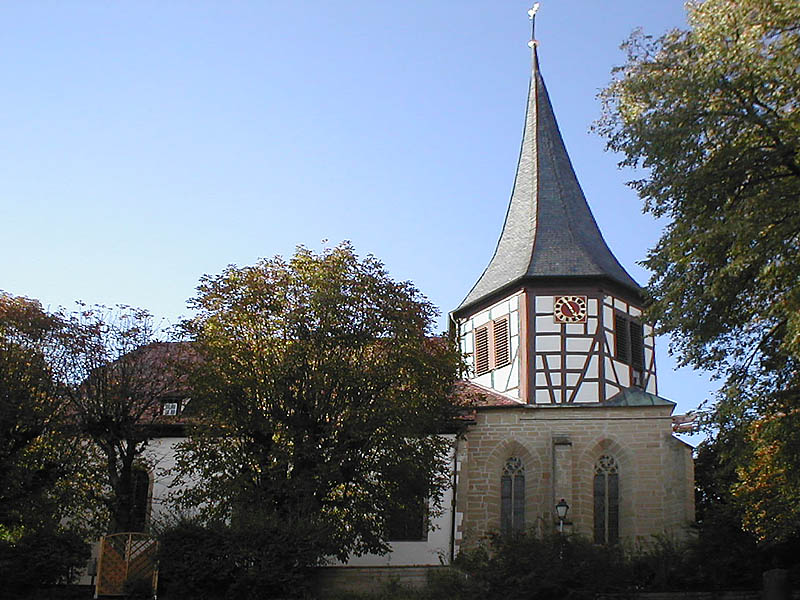
Evang. Cyriakskirche Schwaigern-Niederhofen

Die Kirchengemeinde Niederhofen (ca. 600) umfasst den Stadtteil Niederhofen der Stadt Schwaigern. Der Ort war zunächst Filiale von Kleingartach. Eine Kirche St. Cyriakus oder St. Martin wird wohl 1460 erstmals erwähnt. Sie gehörte dem Stift Wimpfen und kam 1677 durch Kauf an Württemberg. 1433 wurde die Kirche wohl erneuert, 1772 erweitert und 1961 renoviert. Im gotischen Chor mit kreuzgewölbtem Turmuntergeschoss sind Wandgemälde aus dem 15. Jahrhundert zu sehen. Ferner gibt es noch Reste des Chorgestühls von 1524.

### Kirchengemeinde Nordhausen

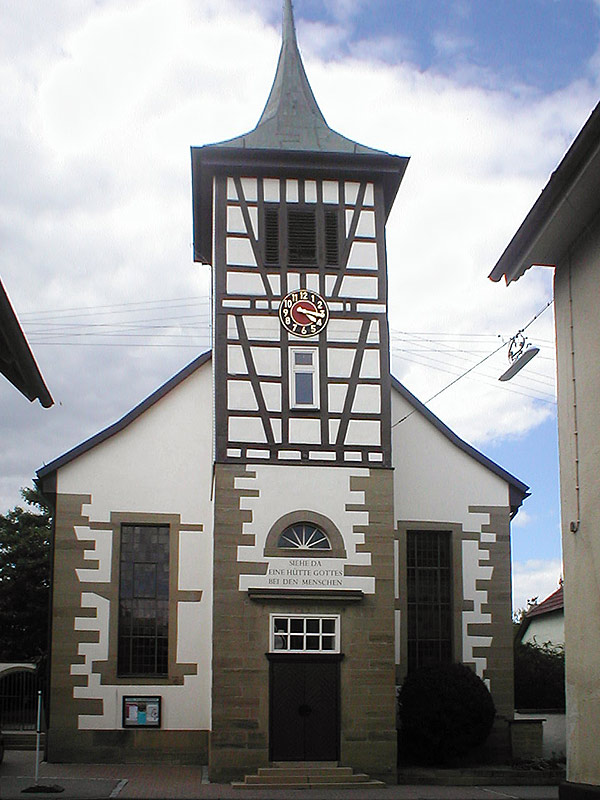
Evang. Kirche Nordheim-Nordhausen

Die Kirchengemeinde Nordhausen (ca. 900) umfasst den Ortsteil Nordhausen der Gemeinde Nordheim. Der Ort wurde als jüngste Waldensergemeinde Württembergs erst 1700 auf den Gemarkungen der Nachbargemeinden Nordheim und Hausen an der Zaber gegründet. Die Bewohner waren Familien aus dem Piemont, die zunächst in Hessen ansässig waren. 1721 erhielt die Gemeinde eine eigene Kirche, in der sich die reformierte Gemeinde traf. Die Kirchensprache war Französisch. 1821 wurde die Kirche abgerissen und an gleicher Stelle eine neue Waldenserkirche erbaut. 1826 wurde eine eigene württembergische Pfarrei errichtet, nachdem die ursprünglich reformierte Gemeinde inzwischen zur lutherischen Landeskirche in Württemberg gehörte.

### Kirchengemeinde Nordheim

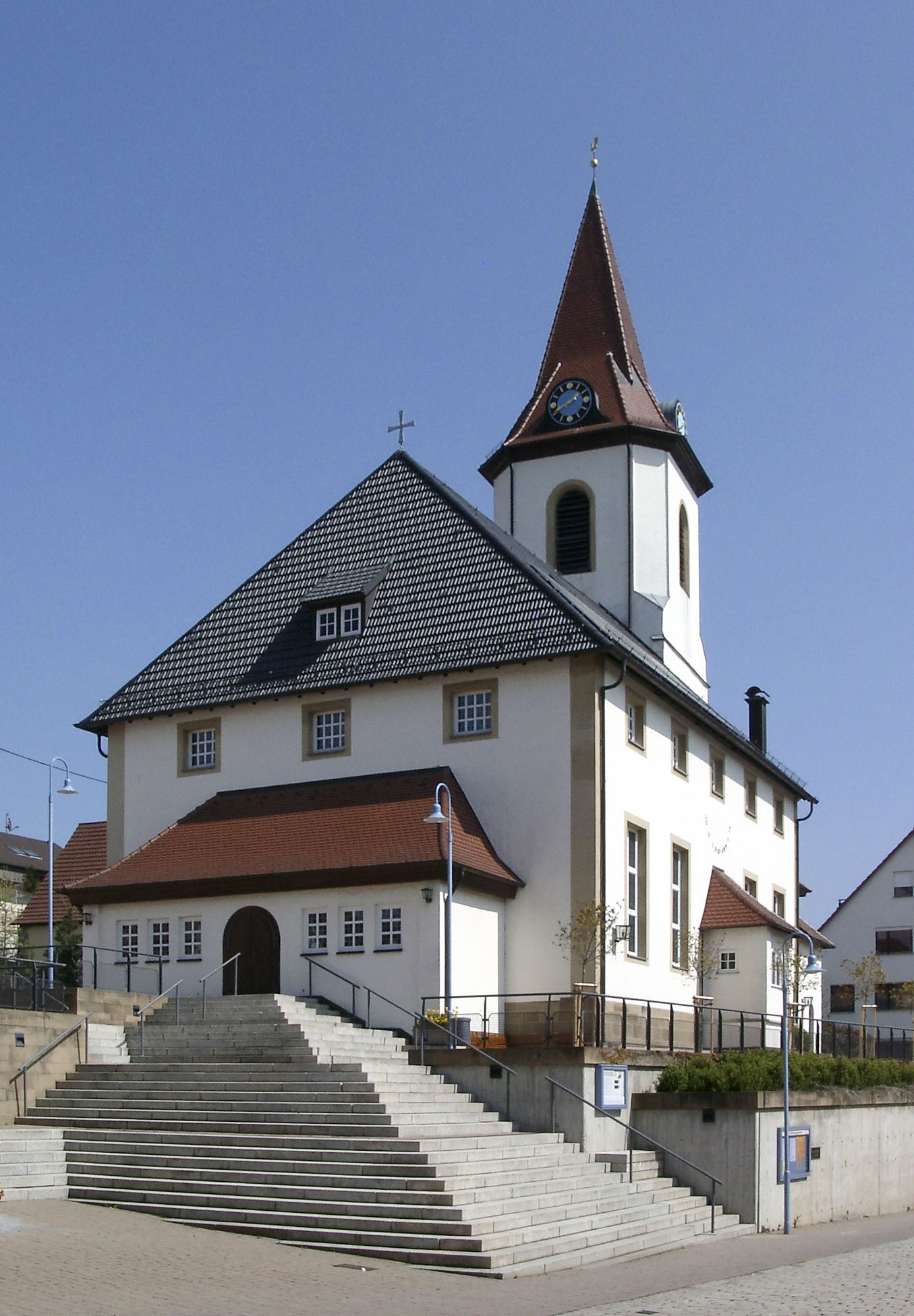
Evang. Kirche Nordheim

Die Kirchengemeinde Nordheim (ca. 3250) umfasst den Kernort der Gemeinde Nordheim. Der Ort war zunächst Filiale von Großgartach. Die Bartholomäuskirche wird bereits 1349 erwähnt. Sie war vom Hochstift Worms benachbarten Adelsfamilien als Lehen gegeben. Die heutige Pfarrkirche wurde im Wesentlichen 1820 erbaut, der gotische Turmsockel des Vorgängerbauwerks ist aber noch erhalten.

### Kirchengemeinde Ochsenburg

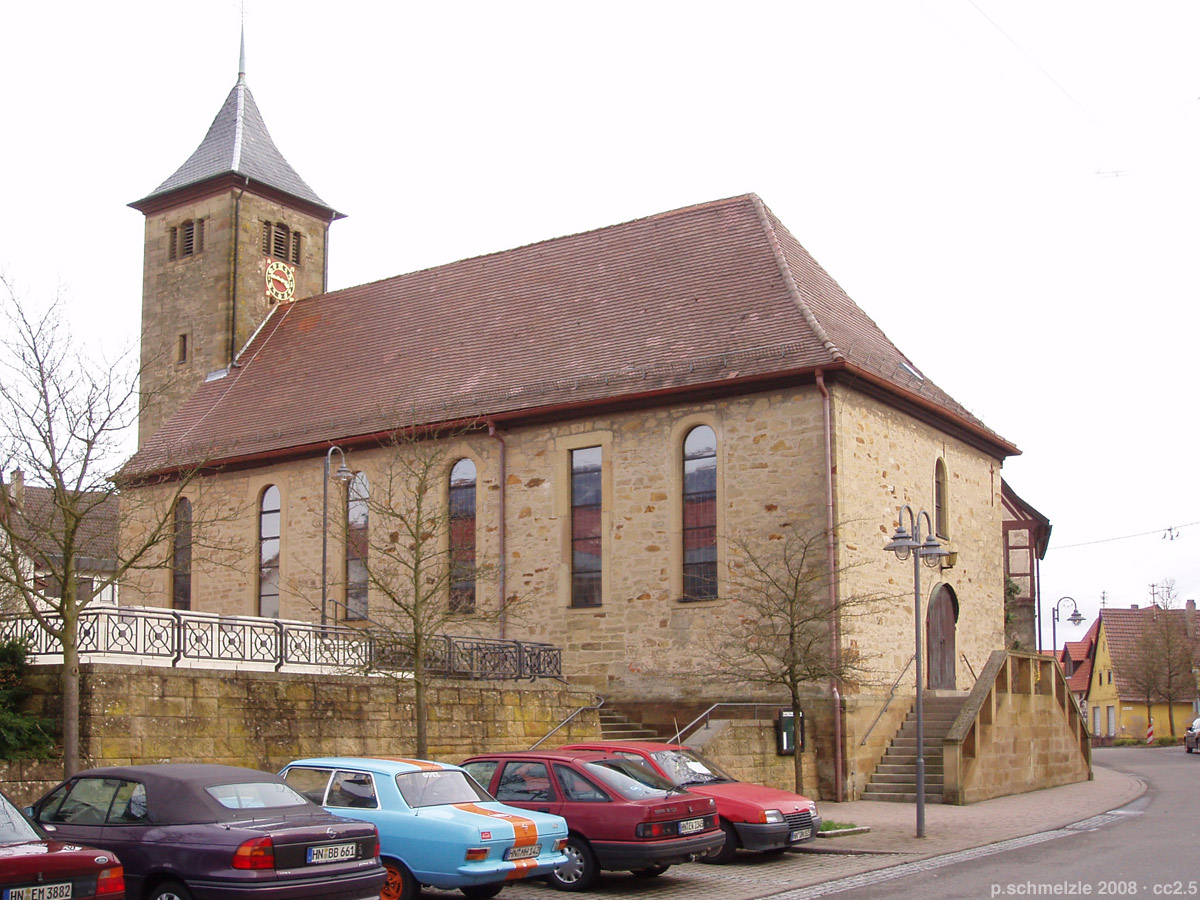
Evang. Kirche Zaberfeld-Ochsenburg

Die Kirchengemeinde Ochsenburg (ca. 440) umfasst den Ortsteil Ochsenburg der Gemeinde Zaberfeld. Der Ort gehörte kirchlich zunächst zur Deutschordenspfarrei Kürnbach. Eine Kapelle St. Margareta wird 1468 erstmals erwähnt. Sie erhielt 1481 Pfarrrechte. 1583 wurde diese württembergisch. 1728 wurde die Kirche umgebaut und 1821 vergrößert. Die Kanzel hat noch eine Renaissancestütze. Der Taufstein ist aus dem Jahr 1478. Die Kirche besitzt ferner Grabdenkmäler der Familie Sternenfels aus dem 15. und 16. Jahrhundert.

### Kirchengemeinde Pfaffenhofen-Weiler

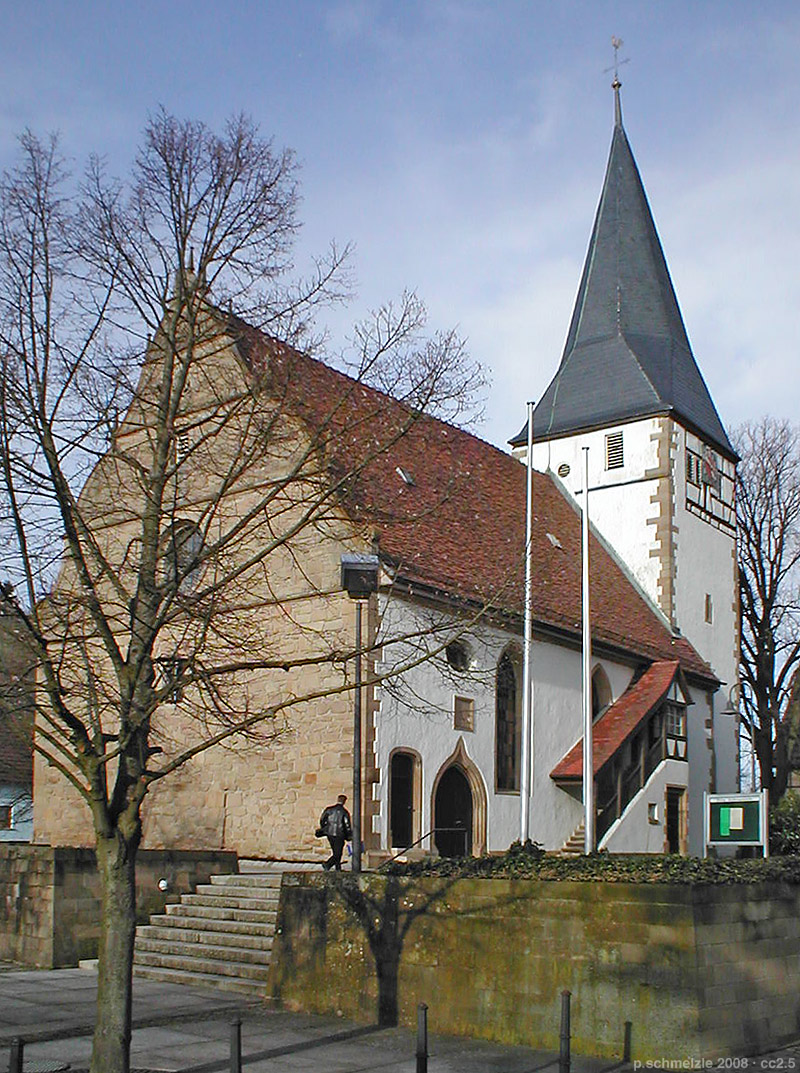
Evang. Lambertuskirche Pfaffenhofen

Die Kirchengemeinde Pfaffenhofen-Weiler (ca. ) umfasst den Kernort und den Ortsteil Weiler an der Zaber der Gemeinde Pfaffenhofen. Eine Kirche wird erstmals 1296 erwähnt. Württemberg vertauschte sie 1443 an das Kloster Frauenzimmern. 1653 wird sie als Kirche zu den Hl. Lambert und Veit bezeichnet, heute wird sie Lambertuskirche genannt. Die Kirche mit frühgotischem Turm hat ein 1612 durch Heinrich Schickhardt umgebautes Schiff. Sie wurde 1960/65 renoviert. Im Inneren hat sie ein hölzernes Tonnengewölbe und ein Triumphbogenkruzifix um 1300. Das Südportal ist von 1435. Die Sakristei wurde 1515 durch Hans Wunderer erbaut.
In Weiler an der Zaber wird eine Kirche zum Hl. Kreuz 1122 als Schenkung an das Kloster Odenheim erwähnt. Sie kam jedoch bald an Württemberg. Die heutige Kreuzkirche wurde 1751 erbaut. Der Turmchor ist noch frühgotisch mit einem Kreuzrippengewölbe. Im Innern gibt es ein frühgotisches Kruzifix und ein spätbarockes Deckengemälde von Johann Stigler aus Prag.

### Kirchengemeinde Schwaigern

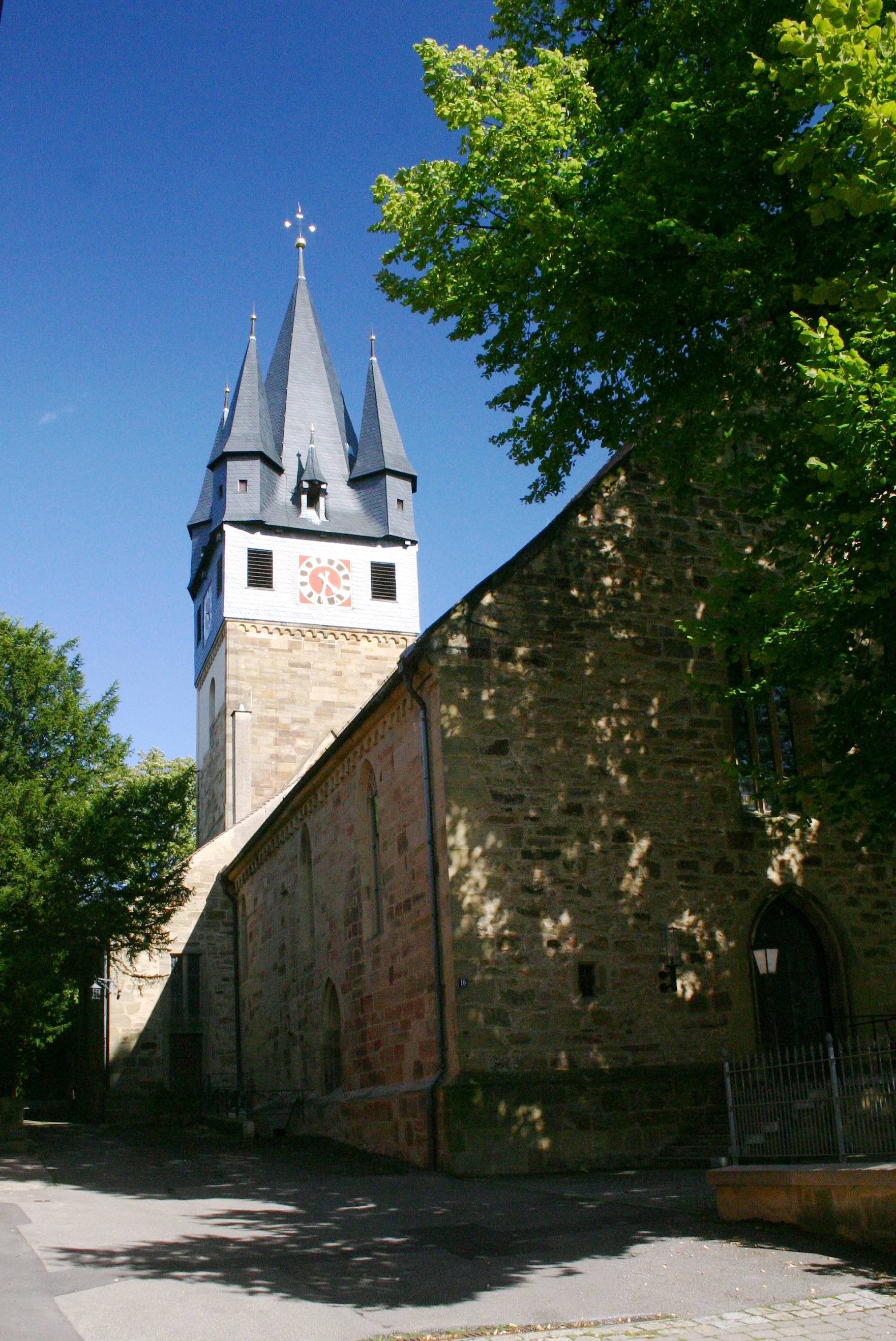
Evang. Johanneskirche Schwaigern

Die Kirchengemeinde Schwaigern (ca. 3300) umfasst die Kernstadt von Schwaigern. Die St. Johannes Baptist geweihte Johanneskirche wurde 1366 erstmals erwähnt, ist aber wohl älter. Damals gelangte sie von Heinrich Göler von Neipperg an die Herren von Sachsenheim. Im 15. Jahrhundert gehörte sie wieder zu Neipperg, die 1525/30 die Reformation einführten. Schwaigern wurde Sitz einer Oberpfarrei. Die ursprünglich romanische Kirche mit Querhaus und Ostchor erhielt 1514/19 ein gotisches Schiff mit Seitenkapellen (Hallenkirche). Von der Innenausstattung sind der Barbara-Altar von Jörg Ratgeb, weitere historische Altäre, Grabdenkmäler, Sakramentshäuschen und ein lebensgroßes spätgotisches Kruzifix sehenswert.

### Kirchengemeinde Stetten am Heuchelberg

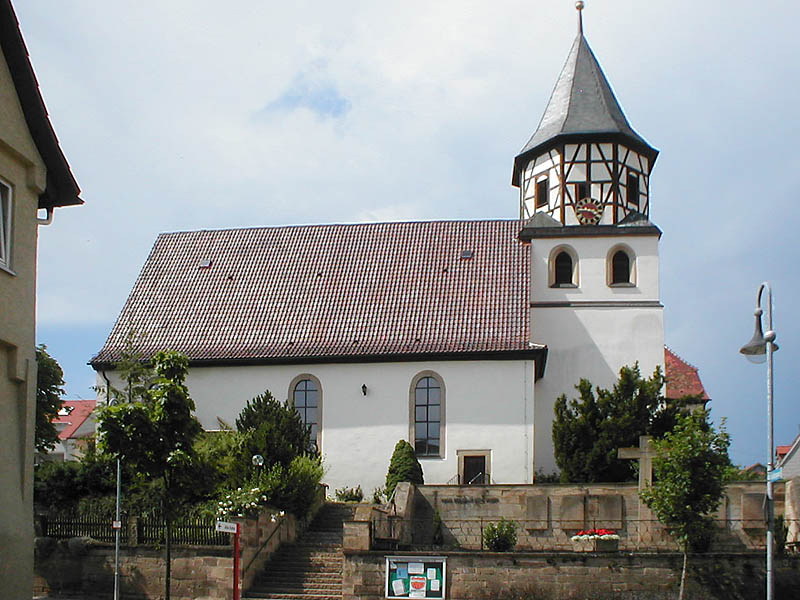
Evang. Kirche Schwaigern-Stetten a.H.

Die Kirchengemeinde Stetten am Heuchelberg (ca. 1230) umfasst den Stadtteil Stetten am Heuchelberg der Stadt Schwaigern. Die Philippus- und Jakobuskirche kam 1454 vom Kloster Hirsau an Württemberg. 1488 wurde sie ans Stift Wimpfen verkauft und fiel 1803 an das Großherzogtum Hessen. Die spätgotische Kirche mit hölzernem Tonnengewölbe und Ostturm wurde 1724 erweitert sowie 1898 und 1967 erneuert. 1975 erfolgte die Innenrenovierung.

### Kirchengemeinde Zaberfeld-Michelbach

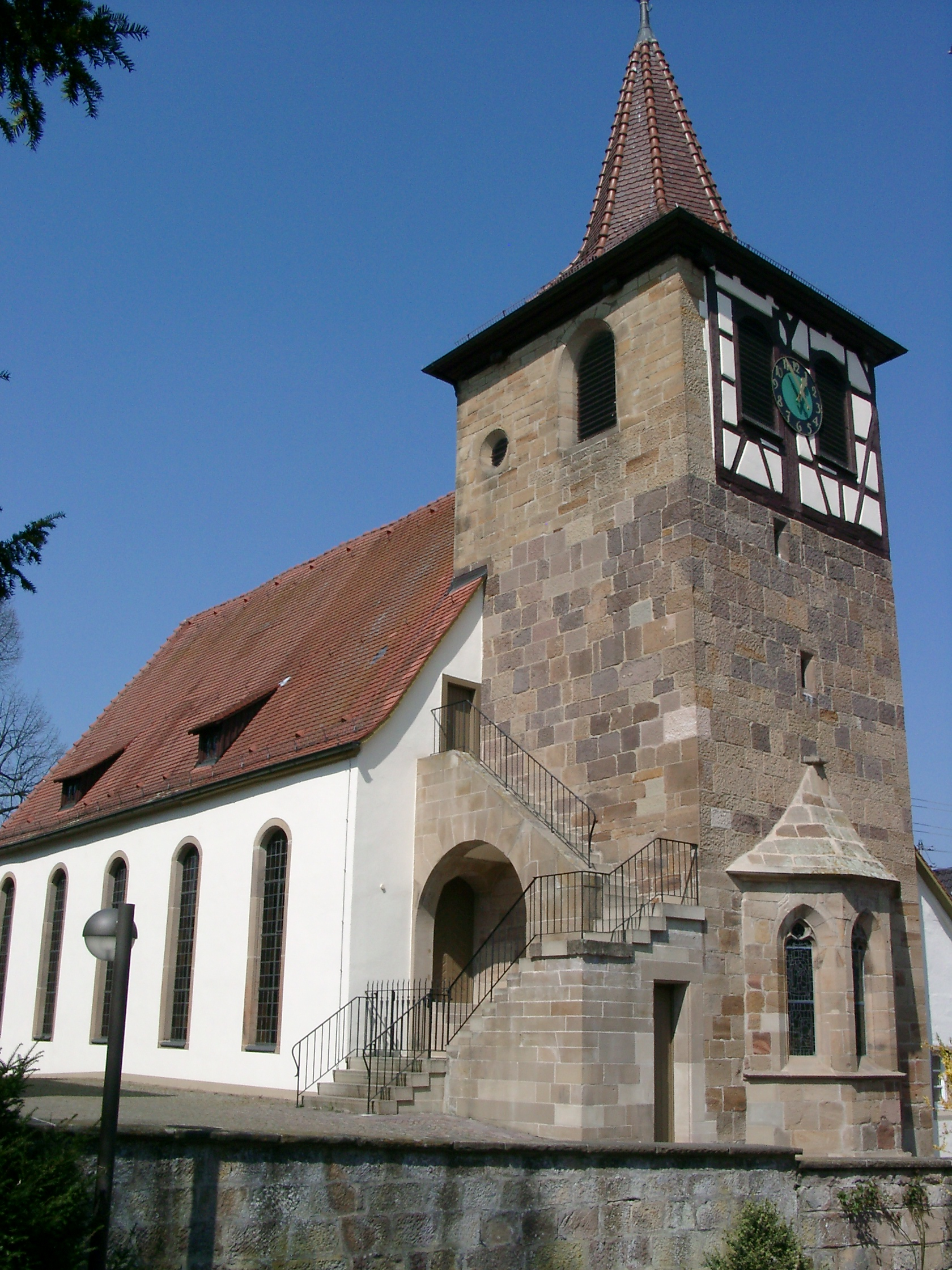
Evang. Kirche Zaberfeld

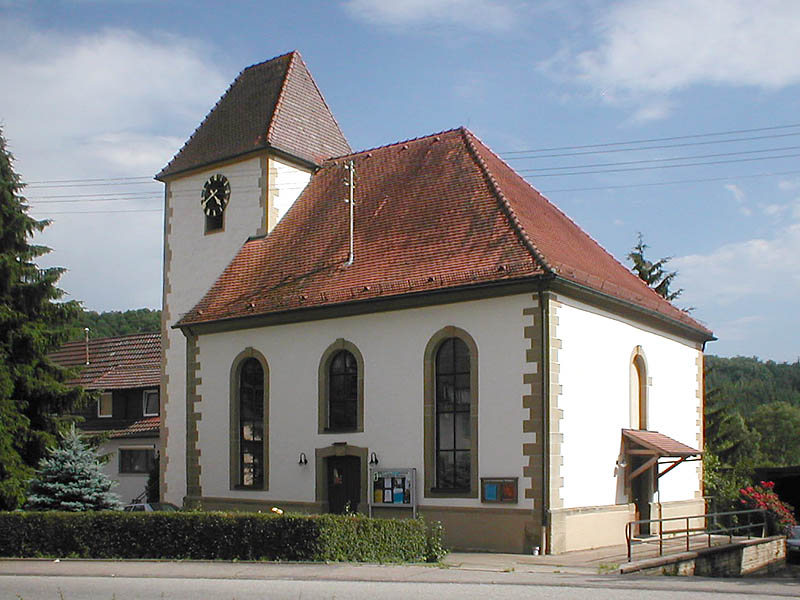
Evang. Kirche Zaberfeld-Michelbach a.H.

Die ehemalige Kirchengemeinde Zaberfeld umfasste den Kernort der Gemeinde Zaberfeld. Eine Kirche wird 1351 erstmals erwähnt. Über die Herren von Sternenfels, welche die Reformation einführten, kam die Kirche an Württemberg. Die Kirche, deren Schiff 1744 umgebaut wurde, hat einen hochgotischen kreuzgewölbten Ostturm, dem Hans Wunderer von Pfaffenhofen einen dreiseitigen Chor anfügte. Im Turm befindet sich ein Sakramentshaus von Hans Spryß von 1476 sowie mehrere Grabdenkmäler der Herren von Sternenfels.
Die ehemalige Kirchengemeinde Michelbach am Heuchelberg umfasste den Stadtteil Michelbach am Heuchelberg der Gemeinde Zaberfeld. Eine Kirche St. Georg wird 1468 erstmals erwähnt. Sie hatte Pfarrrechte und gehörte den Herren von Sternenfels, welche die Reformation einführten. In den folgenden Jahren hatte der Ort nicht immer einen eigenen Pfarrer, seit 1789 ist Michelbach Filiale von Zaberfeld. Die heutige Georgskirche wurde 1787 anstelle der mittelalterlichen Kirche erbaut. Im Chorturm ist ein Wandtabernakel von 1486 erhalten.

## Archivquellen
- Bestand: Visitationsberichte.   Landeskirchliches Archiv Stuttgart. 1581–1822.   Signatur: A 1.
- Bestand: Kirchenvisitationsakten.   Hauptstaatsarchiv Stuttgart. ca. 1601–1840.   Signatur: A 281.
- Bestand: Ortsakten [mit Digitalisaten der Pfarrbeschreibungen und Pfarrberichte (darin u. a.: Chronik, Filialverhältnisse)].   Landeskirchliches Archiv Stuttgart. ca. 1550–1923.   Signatur: A 29.
- Bestand: Ortsakten [mit Digitalisaten der Pfarrberichte (darin u. a.: Filialverhältnisse)].   Landeskirchliches Archiv Stuttgart. ca. 1924–1966.   Signatur: A 129.
- Bestand: Ortsakten [mit Visitationsberichten].   Landeskirchliches Archiv Stuttgart. ca. 1967–1989.   Signatur: A 229.
- Archivgut: Dekanatsarchive.   Landeskirchliches Archiv Stuttgart.   Signatur: F-Bestände.
- Archivgut: Pfarrarchive.   Landeskirchliches Archiv Stuttgart.   Signatur: G-Bestände.